# Muhammed ibn Saud
Muhammed ibn Saud (محمد بن سعود), död 1765, var en arabisk ledare som härskade i Najd med huvudstaden Diriyah några kilometer norr om nuvarande Riyadh i Saudiarabien och den första betydande medlemmen av huset Saud, Saudiarabiens nuvarande kungahus. Muhammeds far Saud var emir i Diriyah (1720-1725).
Tillsammans med den religiösa ledaren Muhammad ibn Abd al Wahhab kom han att skapa ett arabiskt rike som omfattade stora delar av nuvarande Saudiarabien. Han styrde riket från 1735 och fram till sin död 1765. 